# Sinew
Sinew est un groupe de rock alternatif originaire de Marbourg en Allemagne.

## Histoire
Le groupe est formé par Andreas Mette (guitare et clavier) et Sotirios Kelekidis (basse) à la suite de leur départ de leur groupe Psycho Gambola. Après de nombreux changements de line up, le groupe est rejoint par Sascha Junker au chant et Sascha Christ à la batterie pour compléter la formation.

## Membres

### Derniers membres
- Rafael Cano García - chant, clavier (depuis 2013)
- Andreas Mette - guitare, clavier (depuis 2004)
- Thomas Blöcher - guitare (depuis 2012)
- Sotirios Kelekidis - basse (depuis 2004)
- Sascha Christ - batterie, échantillonnage (sampling) (depuis 2005)

### Anciens membres
- Andreas Tiedemann - Batterie (2004-2005)
- Sascha Junker - Chant, clavier (2004-2013)

## Discographie

### Albums studio
- 2008 : The Beauty of Contrast (Alveran Records / Soulfood Distribution)
- 2012 : Pilots of a New Sky (Quality Steel Records / Soulfood Distribution)

### Singles et EP
- 2005 : Silenced (Auto-production)
- Review zu Pilots of a New Sky sur laut.de en allemand
- Review zu Pilots of a New Sky sur plattentests.de en allemand